# Moritz Kerz
Moritz Kerz (* 1. Mai 1983 in Frankfurt am Main) ist ein deutscher Mathematiker, der sich mit arithmetischer Geometrie und algebraischer K-Theorie beschäftigt.

## Leben
Kerz studierte nach dem Abitur am Lessing-Gymnasium in Frankfurt am Main ab 2002 Mathematik und theoretische Physik an der Goethe-Universität Frankfurt am Main und ab 2004 an der Universität Mainz mit dem Diplomabschluss in Mathematik 2005 bei Stefan Müller-Stach (Der Gerstenkomplex der Milnor K-Theorie). 2005/06 war er Gastwissenschaftler an der Universität Cambridge bei Burt Totaro und 2008 wurde er bei Uwe Jannsen (und Stefan Müller-Stach) an der Universität Regensburg mit einem Promotionsstipendium der Studienstiftung des Deutschen Volkes promoviert (Milnor K-Theory of local rings). Als Post-Doktorand war er in der Forschungsgruppe Algebraische Zykeln und L-Funktionen in Regensburg. Ab 2009 war er Leiter einer Emmy-Noether-Nachwuchsgruppe Arithmetik endlich erzeugter Körper an der Universität Duisburg-Essen (bei Hélène Esnault) und der Universität Regensburg. Seit 2011 ist er Professor für Mathematik und Lehrstuhlinhaber in Regensburg. Aufgrund seiner außerordentlichen Leistungen wurde auf ein Habilitationsverfahren verzichtet.
In seiner Dissertation bewies er eine Vermutung von Alexander Beilinson, die die Milnor-K-Theorie mit motivischer Kohomologie verbindet sowie die Gersten-Vermutung in der Milnor-K-Theorie. Es folgten Arbeiten über höherdimensionale Klassenkörpertheorie, aufbauend auf einer neuen Formulierung von Götz Wiesend, und der Teilbeweis von Vermutungen von Kazuya Kato über von Kato 1985 entwickelte kohomologische Hasse-Prinzipien.
Er veröffentlichte unter anderem mit Hélène Esnault, Alexander Schmidt, Shūji Saitō und Spencer Bloch.
2009 erhielt er den Kulturpreis Bayern für seine Dissertation. 2011 wurde er mit dem Heinz Maier-Leibnitz-Preis und 2012 mit dem Carus-Preis der Leopoldina ausgezeichnet. 2020 wird die anlässlich ihres 130-jährigen Bestehens neu geschaffene Minkowski-Medaille für besondere mathematische Forschungsleistungen der Deutschen Mathematiker-Vereinigung (DMV) an Moritz Kerz verliehen.